# Robert Scott (remero)
Robert Geoffrey Scott (conocido como Rob Scott; Perth, 5 de agosto de 1969) es un deportista australiano que compitió en remo.
Participó en dos Juegos Olímpicos de Verano, obteniendo una medalla de plata en Atlanta 1996, en la prueba de dos sin timonel, y el quinto lugar en Barcelona 1992, en el ocho con timonel.

## Palmarés internacional
| Juegos Olímpicos | Juegos Olímpicos         | Juegos Olímpicos | Juegos Olímpicos |
| Año              | Lugar                    | Medalla          | Prueba           |
| ---------------- | ------------------------ | ---------------- | ---------------- |
| 1996             | Atlanta (Estados Unidos) | Medalla de plata | Dos sin timonel  |